# Суха Калина
Суха́ Кали́на — село в Україні, в Синельниківському районі Дніпропетровської області. Входить до складу Раївської сільської громади.Населення за переписом 2001 року становить 105 осіб. До 2017 року орган місцевого самоврядування — Новогнідська сільська рада.

## Історія
12 червня 2020 року, відповідно до розпорядження Кабінету Міністрів України № 709-р від «Про визначення адміністративних центрів та затвердження територій територіальних громад Дніпропетровської області», увійшло до складу Раївської сільської громади.
19 липня 2020 року, в результаті адміністративно-територіальної реформи та ліквідації   Синельниківського (1923—2020) району, село увійшло до складу новоутвореного Синельниківського району.

## Географія
Село Суха Калина знаходиться на лівому березі річки Ворона, вище за течією на відстані 3,5 км розташоване село Ракове, нижче за течією на відстані 1,5 км розташоване село Грушувато-Криничне.

## Населення

### Мова
Розподіл населення за рідною мовою за даними перепису 2001 року:
| Мова       | Кількість | Відсоток |
| ---------- | --------- | -------- |
| українська | 94        | 89.52%   |
| російська  | 11        | 10.48%   |
| Усього     | 105       | 100%     |